# Castanea seguinii
Castanea seguinii, укр. каштан Сеґена — вид каштана, що походить із південно-східного Китаю. Епітет seguinii вказує на особу французькогго місіонера в Китаї отця François-Lazare Seguin (1868—1942).

## Опис
Castanea seguinii  — невелике дерево або чагарник, який рідко сягає висоти 12 метрів. Споріднений з карликовим північноамериканським видом Castanea pumila (Див. каштан малий (Castanea pumila), що походить з Америки. Вважається, що територія Східньої Азії колись прилягала до Північної Америки. Наприклад: кампсис, Toxicodendron radicans, інші). Прилистки розміром 0,7-1,5 см, вузьколанцетні, під час дозрівання плодів обпадають. Довжина черешка 0,5-1,5 сантиметра. Листова пластинка має розміри від 6 до 14 сантиметрів, від подовжено-оберненояйцеподібної до еліптично-довгастої. Нижній бік вкритий жовтувато-коричневими або сіруватими лускоподібними наростами і має слабке опушення вздовж жилок молодого листя. Основа листа округла, іноді майже серцеподібна, край листа грубо зазубрений, а кінчик листа загострений. Чоловічі суцвіття від 5 до 12 сантиметрів. Жіночі квітки по одній або декілька в плодовій чашці. Плюска має діаметр 3-5 сантиметрів. Вкрита тонковолосистими і схожими на шпічаки приквітками розміром від 6 до 10 міліметрів. У чашці — зазвичай 2 або 3 горіхи, рідше більше. Вони мають діаметр від 1,5 до 2 сантиметрів.
Цвіте з травня по липень і плодоносить з вересня по листопад. Число хромосом 2n = 24.

## Поширення
Castanea seguinii росте в змішаних мезофітних лісах і чагарниках на висоті від 400 до 2000 метріа над рівнем моря. Їх кору взимку їдять золотисті кирпаті мавпи (Rhinopithecus roxellana). Підходить для легких (піщаних), середніх (суглинистих) і важких (глинистих) ґрунтів, віддає перевагу добре дренованим ґрунтам і може рости в бідних поживними речовинами ґрунтах. Відповідний pH: помірно кислі та нейтральні ґрунти, може рости на дуже кислих ґрунтах.
У тіні рости не може. Віддає перевагу сухому або вологому ґрунту і може переносити посуху.

## Використання
Вирощується в Китаї заради їстівних горіхів, але менше, аніж Castanea mollissima (китайський каштан).
Його горіхи невеликі, але їстівні, їх також збирають у дикій природі та споживають місцеві жителі. Насіння споживають сире, смажене або варене. У сирому відчувається виразна терпкість, особливо якщо м'ясиста внутрішня шкірка під зовнішньою оболонкою насіння не видалена. Однак при варінні, а особливо при запіканні, плоди стають набагато солодшими і мають борошнисту структуру. Тоді це чудова їжа, і її можна використовувати як основну їжу так само, як бульби картоплі чи злаки. Дерево використовують як паль. Інше використання в Китаї — як культура-пастка для галових ос (Dryocosmus kuriphilus). Висаджують дерева Castanea seguinii по периметру плантацій Castanea mollissima (китайського каштана). Оси спершу освоюватимуть бруньки менш цінного Castanea seguinii. Уражені частини галузок зрізають та знищують.

## Розмноження
Дозріле насіння можна висівати у відкритий грунт. Посівний матеріал необхідно оберігати від мишей і вивірок. Насіння має коротку життєздатність, тому не можна допускати його висихання. Можна зберігати в прохолодному місці, наприклад у холодильнику, протягом кількох місяців, якщо воно буде вологим. Насіння має прорости в кінці зими або на початку весни. Якщо висіяти на відкритому грунті, рослини можна залишити на місці на 1-2 роки, перш ніж висадити їх на постійне місце. Якщо вирощувати рослини в горщиках, їх можна висаджувати на постійне місце влітку або восени, переконавшись, що вони трохи захищені від холоду в першу зиму.

Ботанічна ілюстрація
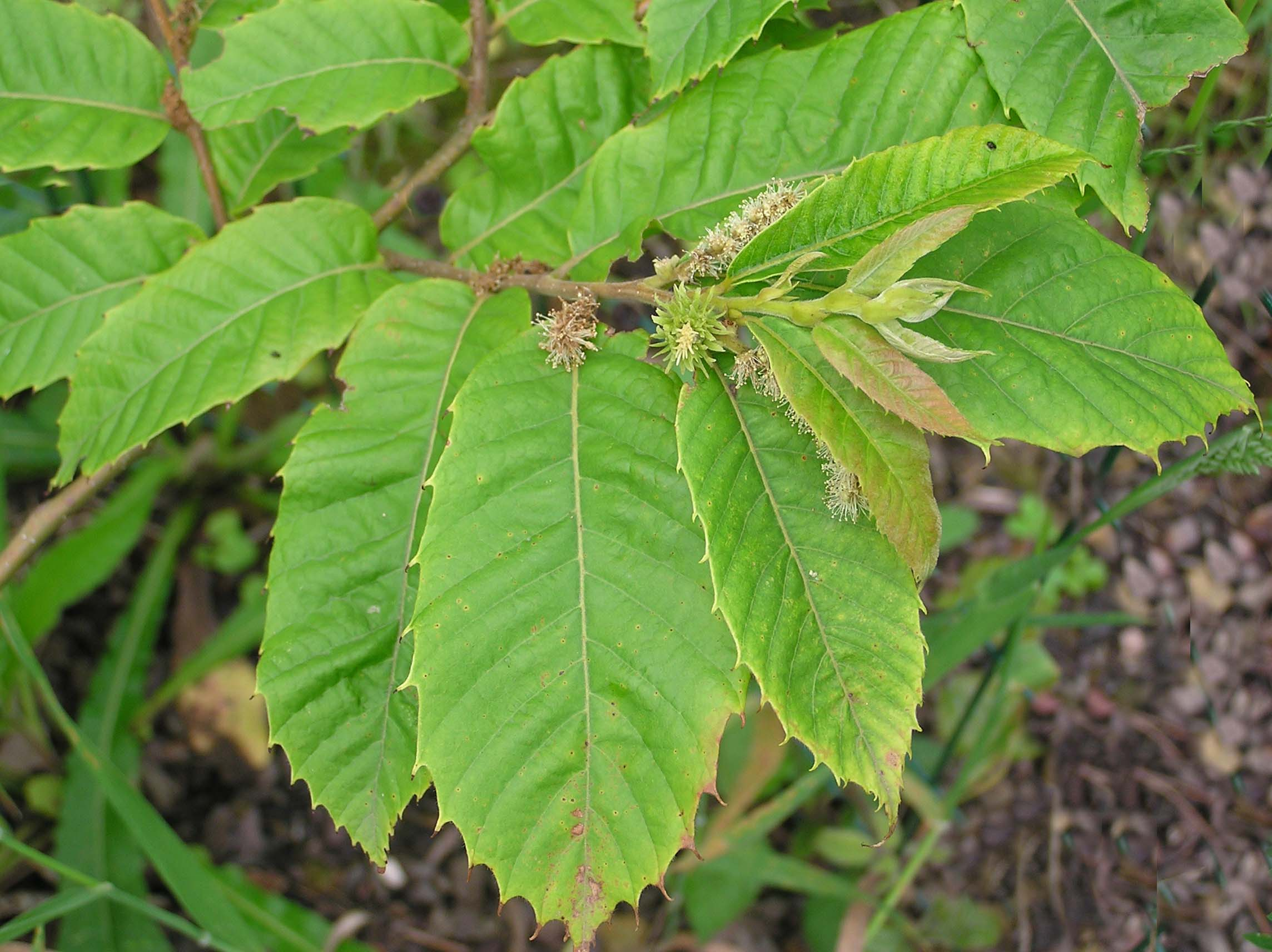
Чоловічі і жіночі квіти
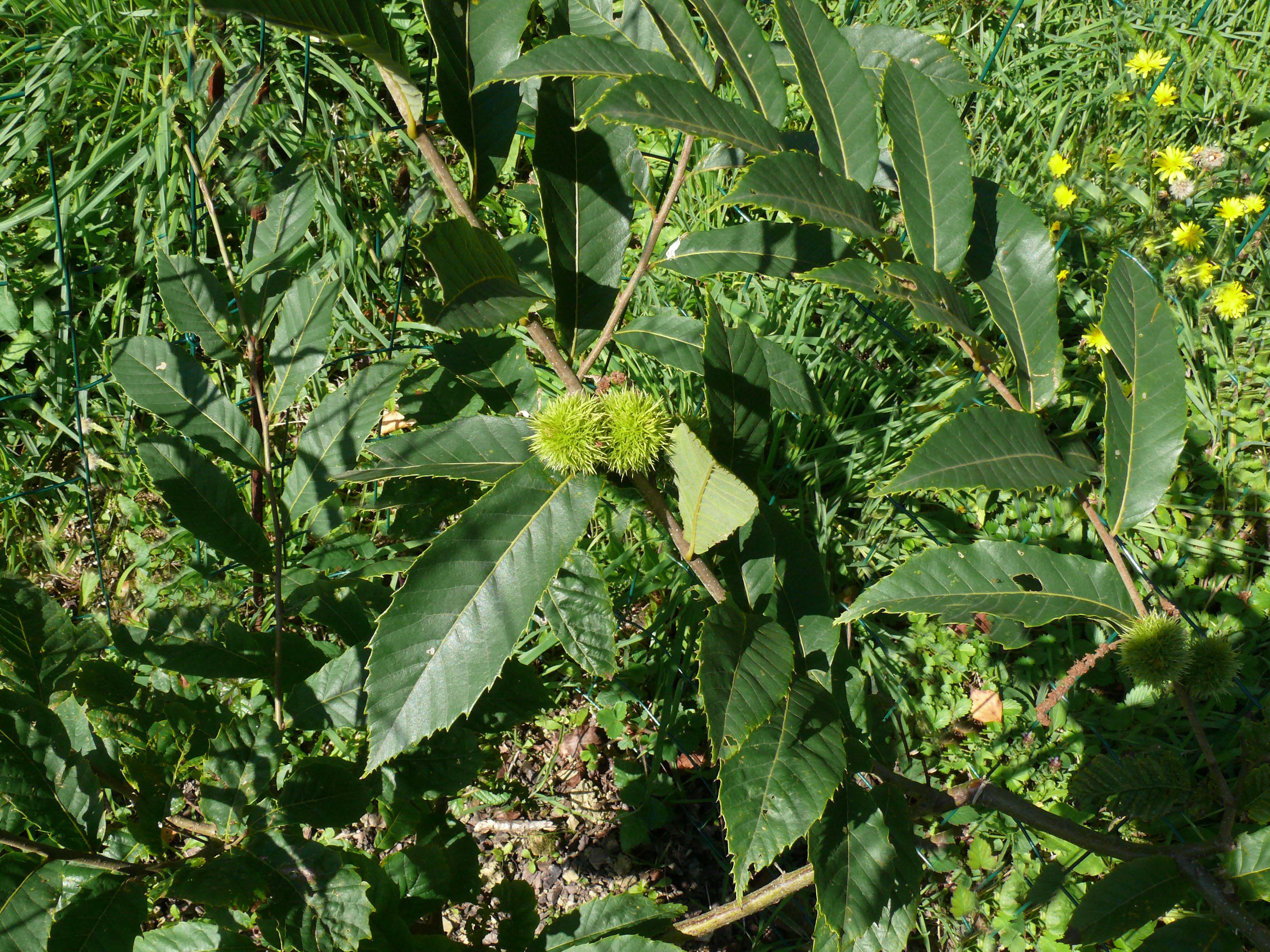
Листки і плюска